# Jeff Hardy (catch)
Pour les articles homonymes, voir Jeff Hardy et Hardy.
 (juin 2021).
Jeffrey Nero Hardy (né le 31 août 1977 à Cameron, Caroline du Nord) est un catcheur (lutteur professionnel), un promoteur de catch et un auteur-compositeur-interprète américain. Il travaille actuellement à la Total Nonstop Action Wrestling, sous le nom de Jeff Hardy.
Principalement connu pour son travail à la World Wrestling Entertainment, il formait l'équipe des Hardy Boyz avec son frère Matt, avec lequel il a remporté le championnat du monde par équipes de la WWE à plusieurs reprises au début des années 2000. Leur équipe fut l'une des piliers du catch par équipe, en participant notamment aux premiers matches TLC de l'histoire. Jeff Hardy est également un multiple champion Intercontinental, titre qu'il a détenu à cinq reprises. C'est en 2008, lors du pay-per-view Armageddon, que Jeff Hardy remporte son premier titre mondial, le championnat de la WWE, après dix ans de carrière dans cette fédération. Après son départ de la WWE en août 2009, Jeff Hardy fait un retour à la Total Nonstop Action Wrestling (fédération qu'il a déjà fréquentée entre 2004 et 2006) au début de 2010. Il a aussi fondé avec son frère, en 1997, la fédération de catch OMEGA. En 2017, les Hardy Boyz font leur retour à la WWE lors du match à échelle pour le championnat par équipes de Raw, à WrestleMania 33. Ils remportent ce match et deviennent de ce fait, champions par équipes pour la huitième fois à la WWE.
En dehors du catch, Jeff Hardy est un musicien qui compose lui-même ses chansons et est le leader d'un groupe, Peroxwhy?gen. C'est lui qui est l'auteur, avec Dave Oliver, de tous ses thèmes d'entrées à Impact Wrestling. Jeff Hardy est aussi un artiste, il réalise des peintures et les expose en Caroline du Nord près de chez lui.

## Biographie
Jeff Hardy est né le 31 août 1977 à Cameron en Caroline du Nord. Il est le fils de Gilbert et Ruby Moore Hardy, morte d'un cancer lorsqu'il avait dix ans, et le petit frère de Matt Hardy,.
Lui et son frère aîné s'intéressent très tôt au catch, rejouant les matchs qu'ils voient à la télévision en se filmant. À l'âge de douze ans, il commence à s'intéresser au moto-cross et possède sa première moto, une Yamaha YZ80, à 13 ans. Il va à l'école secondaire de l'Union Pines High School à Cameron où il joue au baseball avec les Pines High Vikings, il joue aussi au football et fait également partie de l'équipe de lutte.
Il s'entraîne en parallèle au catch avec son frère et après le lycée il abandonne les autres sports pour s'y consacrer entièrement. Ils commencent ensuite à se produire en Caroline du Nord puis créent leur propre fédération qu'ils ferment lorsqu'ils signent avec la World Wrestling Federation. Il rencontre sa petite amie Beth Britt en 1999, peu de temps après que l'équipe qu'il forme avec son frère remporte son premier titre à la WWF.
En parallèle à sa carrière de catcheur, il est auteur-compositeur et membre du groupe Peroxwhy?gen créé en 2003 avec Shannon Moore et JR Merrill, qui interprète notamment les musiques d'entrée de Jeff Hardy qu'il utilise à la Total Nonstop Action Wrestling.

## Carrière dans le catch

### Débuts (1994-1998)
Jeff Hardy cite Sting, The Ultimate Warrior et Shawn Michaels comme ses idoles d'enfance, dont il s'est par la suite inspiré. Il commence à faire des apparitions à la World Wrestling Federation (aujourd'hui WWE) à l'âge de 16 ans en tant que jobber. Son premier match à la WWF, le 24 mai 1994, l'oppose à Razor Ramon.
Il crée ensuite avec son frère Matt et plusieurs de leurs amis sa propre fédération non officielle, la Trampoline Wrestling Federation, où ils imitent les prises qu'ils voient à la télévision.
Jeff et Matt créent ensuite une véritable fédération de catch, la Organization of Modern Extreme Grappling Arts (OMEGA) en 1997,, à laquelle participent notamment Shannon Moore, Gregory Helms, Joey Matthews et Steve Corino. La fédération disparaît en avril 1998, lorsque les frères Hardy rejoignent la WWF.

### World Wrestling Federation/Entertainment (1998-2003)

#### The Hardy Boyz (1998-2002)
Les frères Hardy finissent par attirer l'attention de la World Wrestling Federation. Après avoir signé un contrat en 1998, ils sont entraînés par Dory Funk, Jr. dans son Funkin' Dojo avec d'autres lutteurs. Quand l'équipe débute finalement à la télévision après des mois passés en tant que jobbers lors des house shows, ils forment une équipe acrobatique appelée les Hardy Boyz. Pendant leur rivalité avec The Brood à l'été 1999, Michael Hayes devient leur manager.
Le 5 juillet, ils remportent leur premiers Championnats du Monde par équipes de la WWF en battant The Acolytes, mais ceux-ci regagnent les titres un mois plus tard lors de Fully Loaded. Lors de SummerSlam, les Hardy Boyz perdent dans un Tag Team Turmoil.
À No Mercy, les Hardy Boyz battent Edge et Christian au cours du tout premier ladder match par équipe de l'histoire de la WWF. Lors des Survivor Series, ils perdent un match par équipe, traditionnel à ce pay-per-view, en compagnie de Edge et Christian contre Too Cool (Grand Master Sexay et Scotty 2 Hotty) et The Hollys (Hardcore et Crash).
Au début de 2000, au Royal Rumble, ils battent les Dudley Boyz dans le tout premier Elimination Tables match. À No Way Out, ils perdent contre Edge et Christian. Peu après, les Hardy Boyz sauvent Lita d'une bagarre contre Essa Rios. Elle intègre alors l'équipe qui prend le nom de Team Xtreme.
À WrestleMania 2000, ils font face à Edge et Christian et les Dudley Boyz dans un match de l'échelle opposant les trois équipes (premier de l'histoire) pour les Championnats du monde par équipe, remporté par Edge et Christian (élu match de l'année 2000 par le magazine Pro Wrestling Illustrated).
Jeff Hardy participe à un match à 6 pour le Championnat Hardcore lors de Backlash, sans succès. Ils font à nouveau face à Edge et Christian pour les Championnats du monde par équipe lors d'Insurrextion, mais ne remportent pas les titres à la suite d'une disqualification.
Au King of the Ring, ils combattent dans un Four Corners Elimination match pour les Championnats du monde par équipe qui opposait Too Cool, T & A et Edge et Christian. Après avoir réussi à éliminer T & A, ils sont à leur tour éliminés par Edge et Christian. Lors de Fully Loaded, les Hardy Boyz et Lita battent T & A et Trish Stratus. À SummerSlam, ils participent au premier TLC match pour les Championnats du monde par équipe, les opposant à Edge et Christian et les Dudley Boyz. Edge et Christian remportent le match. Les Hardy Boyz remportent pour la seconde fois les titres à Unforgiven, en battant Edge et Christian dans un Steel Cage match. Ils perdent les titres au profit d'Edge et Christian déguisés comme Los Conquistadores à No Mercy, mais les récupèrent la nuit suivante à Raw à leur tour déguisés comme Los Conquistadores.
L'équipe perd à nouveau les titres le 6 novembre à Raw is War dans un match contre l'équipe Right to Censor, composé de Barry Buchanan et The GodFather, lorsqu'ils sont agressés par Edge et Christian, permettant ainsi à Right to Censor de remporter les ceintures. Ils commencent alors une rivalité avec Edge et Christian et Right to Censor. Aux Survivor Series, ils se joignent aux Dudley Boyz et battent Edge et Christian et Right to Censor dans un match d'élimination remporté par Jeff Hardy. À Rebellion, ils sont opposés à Right to Censor dans un match pour les titres mais perdent à la suite d'une intervention de Val Venis.

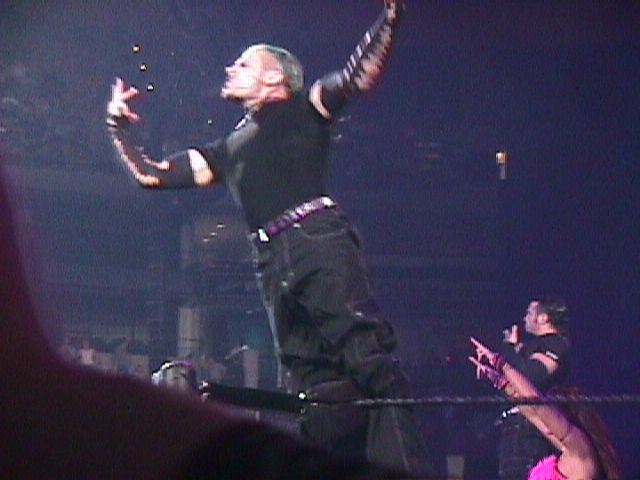
Team Xtreme

Jeff Hardy gagne en notoriété grâce à ses mouvements très risqués au cours des TLC matches de 2000 à 2002. Il est alors considéré comme le lutteur de la WWF prenant le plus de risques et le plus original de l'époque[non neutre].
Il entre en première position lors du Royal Rumble 2001 mais s'élimine lui-même en faisant tomber son frère. Le mois suivant, lors de WrestleMania X-Seven, ils participent à nouveau à un TLC match contre les Dudley Boyz et Edge et Christian, remporté par ces derniers grâce à l'aide de Rhyno.
Le 12 avril à SmackDown, il bat Triple H et remporte le WWE Intercontinental Championship mais le perdra la semaine suivante lors du match revanche. Lors d'Insurrextion, ils perdent dans un Fatal Four-Way Elimination match. À Judgement Day, ils perdent dans un tournoi par équipes pour les championnats par équipe. Jeff Hardy gagnera le Championnat mi-lourds contre Jerry Lynn à SmackDown. Il conserve son titre lors du King of the Ring mais le perdra contre X-Pac à Raw, 20 jours après l'avoir gagné. 
Lors du SmackDown du 10 juillet, il gagne le Championnat Hardcore mais il perd son titre contre Rob Van Dam lors de Invasion. Il regagne le titre à Raw le 13 août avant de le perdre à SummerSlam, toujours contre RVD.
Le 8 octobre à Raw, les Hardy Boyz remportent les Championnats par équipes de la WCW contre Booker T et Test. Ils conservent les titres à No Mercy contre Lance Storm et The Hurricane. Lors de Rebellion, ils tentent de regagner les titres contre les Dudley Boyz mais cette tentative sera un échec.
Lors du Raw du 12 novembre, ils battent à nouveau Booker T et Test, cette fois pour le titre de Champions du monde par équipe qu'ils remportent pour la cinquième fois. Lors des Survivor Series, ils perdent les titres contre les Dudley Boyz dans un match en cage d'unification. Jeff entame alors une rivalité avec son frère et obtient un match à Vengeance avec Lita comme arbitre spécial. Il gagnera le match bien que Matt avait un pied en dessous de la corde, car Lita ne l'avait pas vu.
Jeff entre en 10e position lors du Royal Rumble 2002 mais se fera éliminer en 8e position par l'Undertaker. Lors de No Way Out, les Hardy Boyz participent à un Tag team turmoil match remporté par The Acolytes. À WrestleMania X8, Billy and Chuck, The Acolytes, The Dudley Boyz et les Hardy Boyz luttent dans un Four Corners Elimination match pour les Championnats du monde par équipe. Billy et Chuck gagnent le match. Après ça, les Hardy Boys entrent en rivalité avec Brock Lesnar. Cette rivalité se terminera à Judgement Day, sur une victoire de Lesnar et Paul Heyman sur les Hardy Boyz.

#### Débuts en solo (2002-2003)

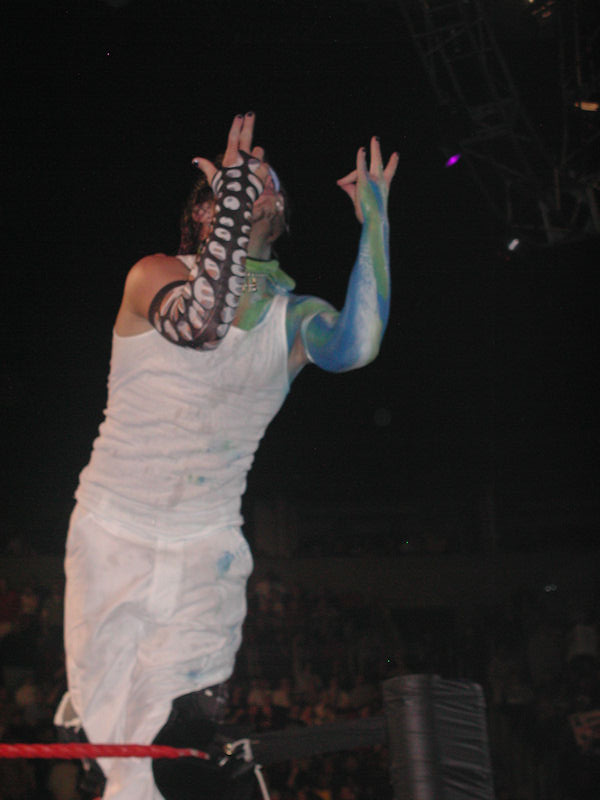
Jeff Hardy en 2003

Jeff Hardy quitte son frère pour commencer une carrière solo.
Le 8 juillet à Raw, il remporte le championnat européen en battant William Regal, avant de le perdre le 22 juillet contre Rob Van Dam dans un match d'unification avec le Championnat Intercontinental.
La semaine suivante à Raw, il remporte le Championnat Hardcore mais le perd quelques minutes plus tard au profit de Johnny The Bull.
Aux Survivor Series, il participe à un match par équipes en faisant équipe avec Bubba Ray Dudley et Spike Dudley et gagneront contre Rosey, Jamal et Rico dans Elimination Tables match.
Il participe au Royal Rumble sans succès, Hardy fait un heel turn le 20 janvier à la fin de son match contre Rob Van Dam.
Le 10 février, il effectue un face turn en sauvant Stacy Keibler d'une attaque de Christian.
À No Way Out, il perd face à Chris Jericho.
Le 22 avril 2003, Jeff Hardy est renvoyé de la fédération pour non-respect de la politique de la WWE.

### Ring of Honor (2003)
Jeff Hardy revient à la lutte lors d'un évènement de la Ring of Honor, Death Before Dishonor. Il gagne son match contre Joey Matthews et Krazy K. Il prend ensuite une année sabbatique pour se consacrer au motocross et terminer sa piste de motocross.

### Total Nonstop Action Wrestling (2004-2006)

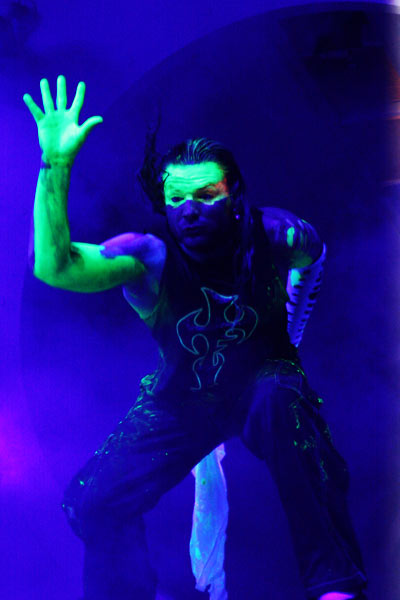
Hardy à la TNA, 2005

Jeff Hardy arrive à la TNA le 23 juin 2004 dans un match contre A.J. Styles pour le X Division Championship. Il a une nouvelle musique d'entrée, Modest, qu'il interprète lui-même et change de surnom : « The Charismatic Enigma ». Le match finit en no-contest après une interférence de Kid Kash et Dallas.
À Turning Point 2004, Jeff Hardy, A.J. Styles et Randy Savage battent Jeff Jarrett, Scott Hall et Kevin Nash collectivement connus sous le nom de The Kings of Wrestling.
Jeff Hardy bat Scott Hall le 16 janvier 2005 à Final Resolution 2005, en remplacement d'Héctor Garza. À Against All Odds 2005 en février, il perd contre Abyss dans un Full Metal Mayhem match déterminant l'aspirant no 1 au NWA World Heavyweight Championship.
À Lockdown 2005, il bat Raven.
Il est ensuite suspendu par la TNA pour son absence au Clockwork Orange House of Fun match contre Raven à Hard Justice le 15 mai. Sa suspension se termine le 5 août 2005 et il revient en attaquant Jeff Jarrett à Sacrifice 2005.
Il lutte dans son premier match à la TNA depuis quatre mois à Unbreakable 2005 le 11 septembre, perdant contre Bobby Roode après une intervention de Jeff Jarrett.
À Bound For Glory 2005, il perd face à Rhino dans un match qui incluait aussi Sabu et Abyss. Le même soir, il perd une bataille royale pour devenir challenger au titre poids-lourd NWA.
À Genesis 2005 en novembre, il perd contre Monty Brown dans un nouveau match pour devenir aspirants no 1 au titre mondial.

### Retour à la World Wrestling Entertainment (2006-2009)

#### Intercontinental Champion et retour des Hardy Boyz (2006-2008)

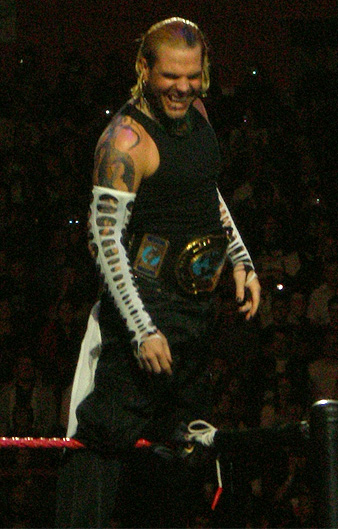
Jeff Hardy, cinq fois champion Intercontinental

Jeff Hardy fait son retour à la WWE le 21 août 2006 à Raw et bat le champion de la WWE Edge par disqualification.
À Unforgiven, il ne remporte pas le titre Intercontinental, battu par Johnny Nitro. Il parvient cependant à le remporter le 2 octobre à Raw face à ce dernier. Il conserve le titre face à Carlito lors de Cyber Sunday avant de le perdre le 6 novembre à Raw, puis de le regagner la semaine suivante face à Nitro.
Aux Survivor Series, les frères Hardy font partie de l'équipe de DX et défont l'équipe Rated-RKO en éliminant tous leurs adversaires sans perdre un seul équipier. À Armageddon, ils participent à un 4 Team Ladder match pour les Championnats du Monde par équipes, mais ne remportent pas les titres.
Au début de 2007, ils commencent une rivalité avec les MNM. À New Year's Revolution, Jeff Hardy conserve le titre Intercontinental face à Johnny Nitro dans un match en cage.
Au Royal Rumble, les Hardy Boyz battent MNM. À No Way Out, il fait équipe avec son frère et Chris Benoit et ils battent MVP, Johnny Nitro et Joey Mercury.
Jeff et Matt participent tous deux au Money in the Bank Ladder match à WrestleMania 23, mais aucun des deux ne décroche la mallette.
Le 2 avril à Raw, les Hardy Boyz remportent les Championnats du Monde par équipes dans une bataille royale par équipes. Ils battent Cade et Murdoch à Backlash et à Judgment Day. À One Night Stand, ils conservent les titres contre The World's Greatest Tag Team dans un Ladder match. Ils finissent par perdre les titres le 4 juin à Raw face à Lance Cade et Trevor Murdoch. Ils tentent de les récupérer à Vengeance, mais n'y parviennent pas.

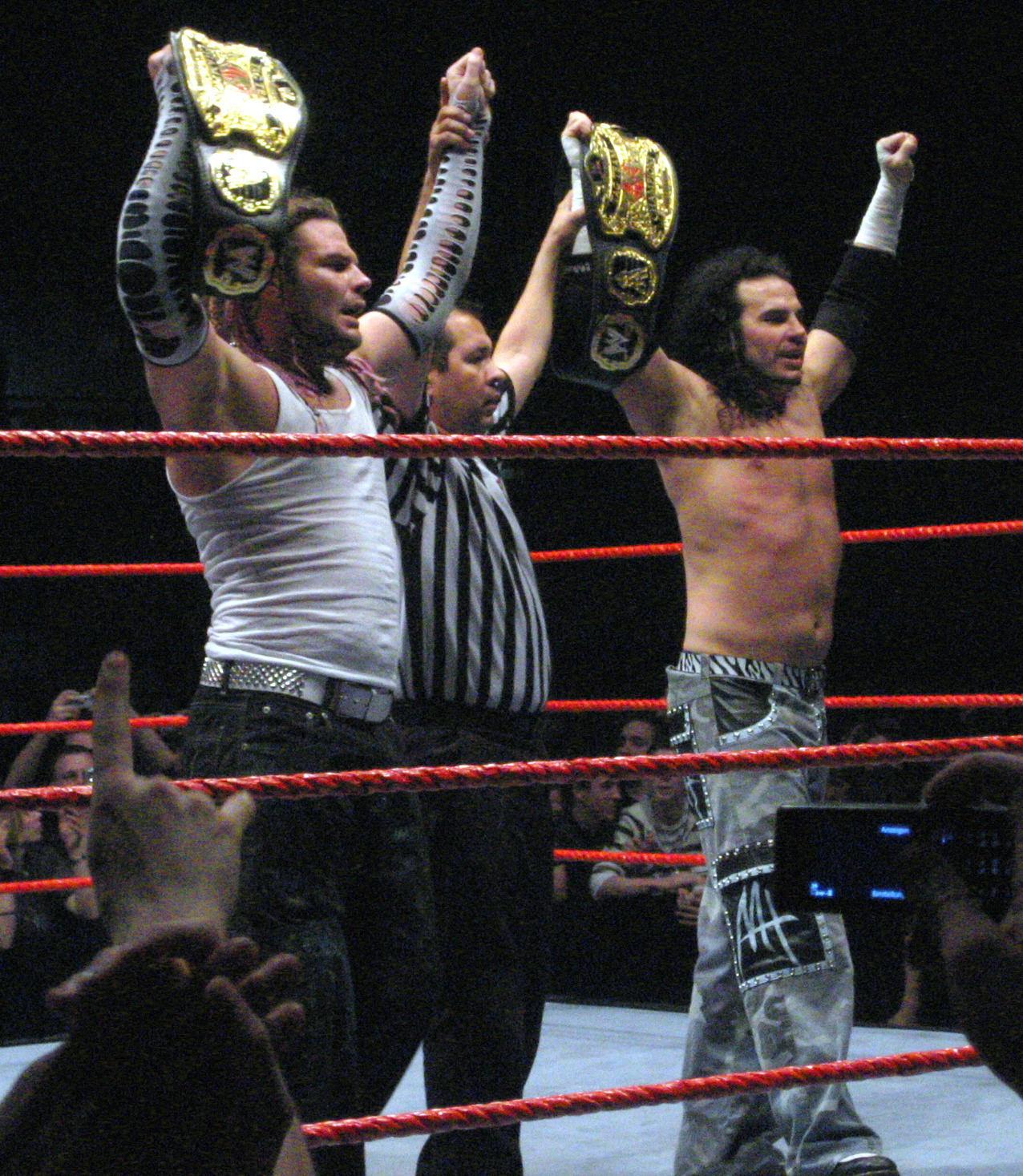
Les Hardy Boyz en tant que WWE World Tag Team Championship en 2007.

Jeff Hardy reprend sa carrière en solo, et tente de récupérer le titre Intercontinental. Il affronte Umaga au Great American Bash, mais ne remporte pas le match.
Le 2 septembre à Raw, il remporte pour la 4e fois le Championnat Intercontinental en battant Umaga.
À No Mercy le 7 octobre Jeff Hardy fait équipe avec Paul London et Brian Kendrick et perdent contre Cade, Murdoch et M.. Kennedy. Lors des Survivor Series Jeff Hardy fait partie de l'équipe de Triple H, qui bat l'équipe d'Umaga dans un Traditional Elimination match. Jeff Hardy et Triple H sont les deux survivants. Triple H et Jeff Hardy formeront une courte alliance, qui se terminera à Armageddon, sur une victoire de Hardy sur Triple H.
En remportant ce match, Jeff Hardy devient challenger numéro 1 pour le Championnat de la WWE. Il débute alors une rivalité avec le champion Randy Orton.
Lors du Royal Rumble pour le Championnat de la WWE, Jeff ne remportera pas le titre.
Il tente de redevenir challenger pour le titre de la WWE dans l'Elimination Chamber de No Way Out, mais se fait éliminer en dernier par Triple H.
Hardy perd le titre Intercontinental le 10 mars à Raw contre Chris Jericho. Officieusement, le titre lui a été retiré pour avoir été contrôlé positif aux tests anti-drogues pour la seconde fois. Il est donc suspendu pour une durée de 60 jours.
Jeff Hardy fait son retour le 12 mai en battant Umaga, débutant avec lui une rivalité. À Judgment Day, il gagne contre MVP. À One Night Stand, il gagne contre Umaga.

#### SmackDown et conquête des titres majeurs de la WWE (2008-2009)

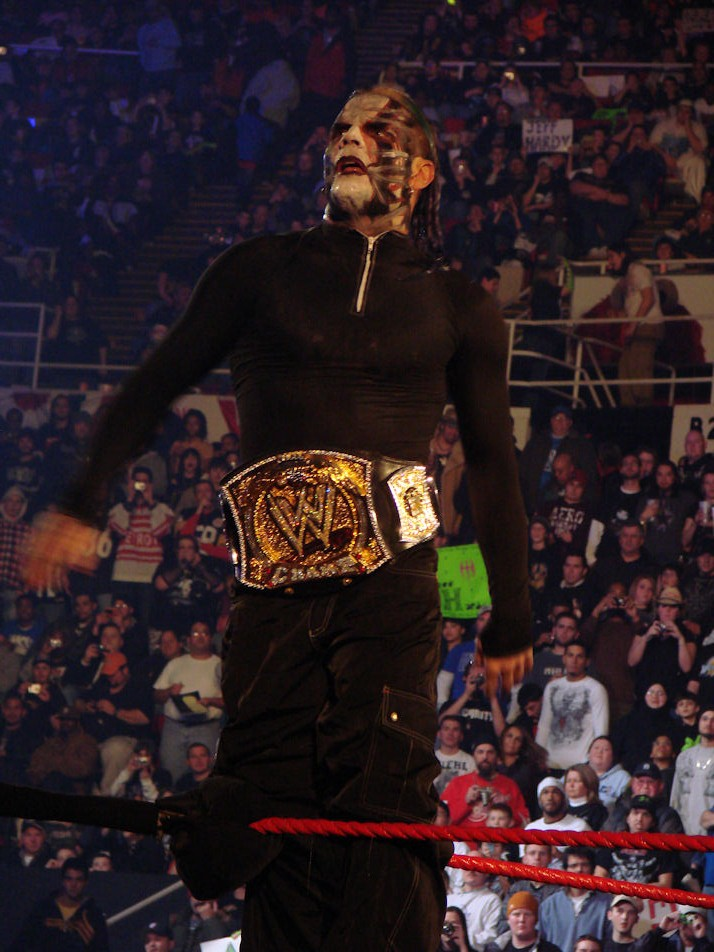
Jeff Hardy remportera son premier championnat du Monde après dix ans de carrière

Jeff Hardy est drafté à SmackDown le 23 juin et y remporte son premier match le 4 juillet contre John Morrison. À Unforgiven, il participe au Scramble match pour le Championnat de la WWE où, bien qu'il ait été champion « par intérim » trois fois, il ne remporte pas le titre car Triple H reste champion .. Il tentera deux nouvelles fois de battre Triple H pour le titre, d'abord à No Mercy puis à Cyber Sunday, mais ses tentatives restent sans succès,.
À Armageddon, il remporte le titre en battant Edge et Triple H dans un Triple Threat Match. C'est alors le premier titre mondial de sa carrière.

#### Rivalité avec Matt Hardy (2009)
Durant le mois de janvier 2009, Hardy subit plusieurs accidents de storyline, incluant un accident de voiture et un accident pyrotechnique lors de son entrée,. Au Royal Rumble, il perd le titre au profit de Edge à la suite d'une intervention de son frère Matt qui réalise un heel turn en lui donnant un coup de chaise à la tête, permettant à Edge de faire le tomber et de devenir le nouveau champion.
Lors de No Way Out, il participe à l'Elimination Chamber contre Vladimir Kozlov, The Undertaker, Big Show, Triple H et Edge pour tenter de récuperer le Championnat de la WWE détenue par Edge mais il perd le match au profil de Triple H qui devient le nouveau champion.
À WrestleMania XXV, il perd face à Matt Hardy dans un Extreme Rules match avant de gagner face à lui dans un "I Quit" match à Backlash,,.

#### World Heavyweight Champion, rivalité avec CM Punk et départ (2009)
Lors de Judgment Day, il perd contre Edge pour le titre à cause de l'intervention de son frère. Jeff remporte finalement le Championnat du Monde Poids-Lourds à Extreme Rules en battant Edge dans un Ladder match, mais, dans les minutes qui suivent, le perd au profit de CM Punk, qui avait obtenu le match grâce à son Money in the Bank. À The Bash, il gagne contre CM Punk par disqualification. À Night of Champions, il gagne contre CM Punk (ce sera sa dernière victoire en pay-per-view avant son départ). Lors de SummerSlam, il perd le titre contre CM punk dans un Tables, Ladders and Chairs match. Le Smackdown suivant, Hardy dispute son dernier match à la WWE et perd contre CM Punk dans un match en cage, match où était en jeu le titre ainsi que le départ du perdant.
Officieusement, Hardy avait décidé de stopper temporairement le catch à cause de problèmes de santés : il souffrait d'une blessure au cou, d'une hernie discale, du syndrome des jambes sans repos, et n'était pas d'accord avec les décisions de la WWE. Il a cependant dit à la fin de son match contre CM Punk « ce n’est pas un adieu c’est un au revoir ».
Le 14 décembre aux Slammy Awards (où il est absent), il remporte pour la seconde année consécutive le Slammy Award du moment extrême de l'année pour sa Swanton Bomb sur Punk à SummerSlam.

### Retour à la Total Nonstop Action Wrestling  (2010-2017)

#### Diverses rivalités (2010)

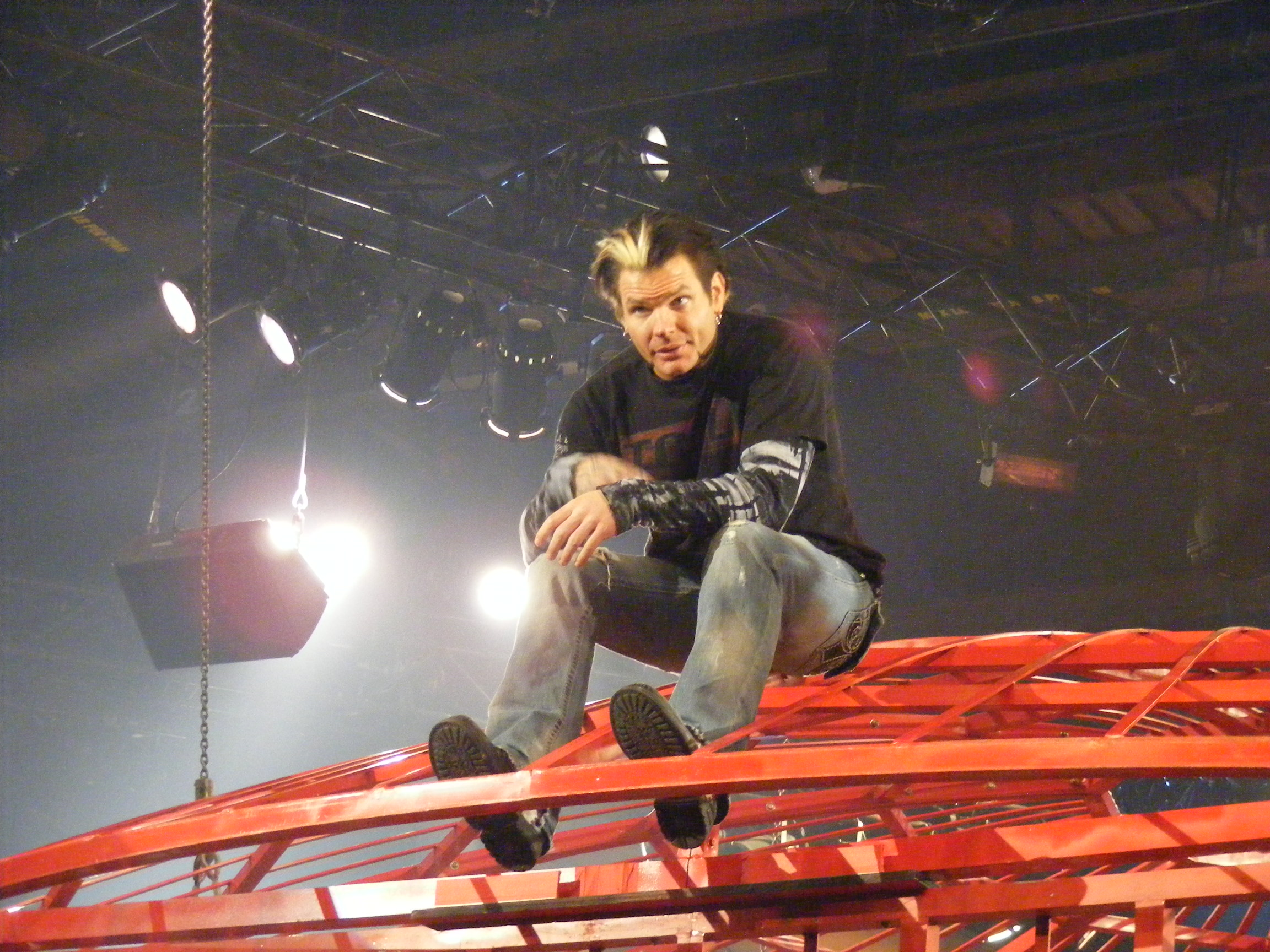
Jeff Hardy fait son retour à la TNA au début de 2010

Jeff Hardy fait un retour surprise à la TNA lors du premier show Impact de l'année 2010, le 4 janvier, apparaissant durant un Steel Asylum match pour le X Division Championship. Il est alors attaqué par Homicide mais lui assène un coup de chaise et un Twist of Fate sur la rampe d'entrée.
Il est par la suite officialisé comme étant lutteur à la TNA.
Il participe et remporte son premier match en pay-per-view à Lockdown, faisant partie de la Team Hogan pour battre la Team Flair.
Il débute ensuite une rivalité avec Mr. Anderson, qu'il bat à Sacrifice, avant de former une alliance avec celui-ci sous le nom de Enigmatic Asshole, ce qui les amène notamment à une victoire contre Beer Money, Inc. lors de Slammiversary VIII. Lors de Victory Road, Jeff Hardy participe à un Four-Way match pour le TNA World Heavyweight Championship contre Anderson, Abyss et le champion Rob Van Dam, mais échoue par la victoire de ce dernier.

#### World Heavyweight Champion (2010-2013)

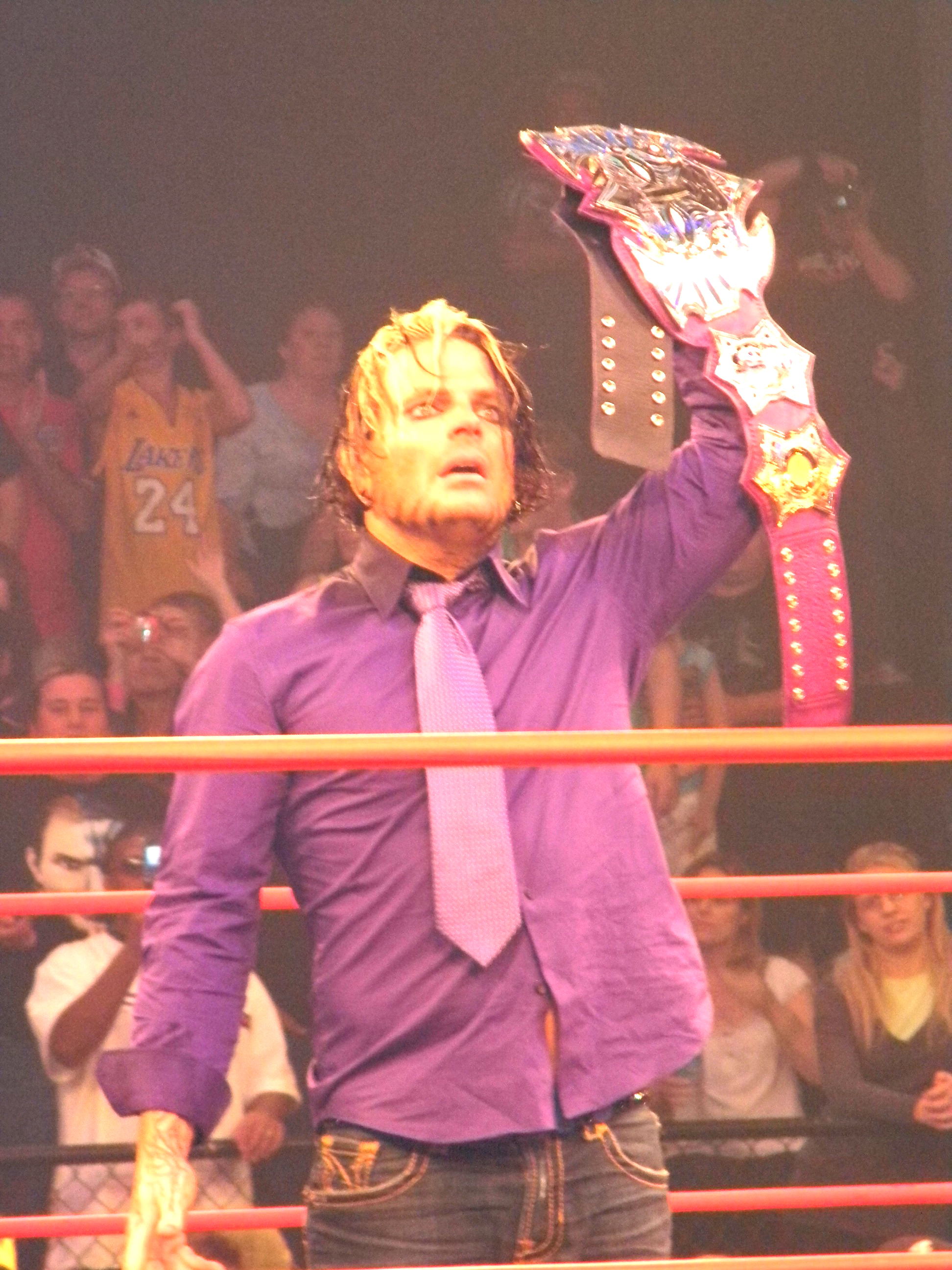
Hardy à Impact! à la fin de 2010, avec le nouveau design du championnat du Monde poids-lourds de la TNA

Lors de Bound for Glory, il remporte le titre lors de la finale du tournoi, un Three-way No disqualification match contre Angle et M.. Anderson, grâce à l'aide de Hulk Hogan et Eric Bischoff, tournant heel à cette occasion. Son heel-turn se confirme lors de l'Impact! suivant, il déclare ne pas s'intéresser au public et forme avec Hogan, Bischoff, Jeff Jarrett et Abyss le clan Immortal (auquel est également associé le clan Fortune de Ric Flair). Il bat Raven qui avait sa carrière en jeu.
Il défend avec succès son titre face à Matt Morgan lors de Turning Point. Lors de Final Resolution, il conserve une nouvelle fois son titre contre Matt Morgan.
Le 4 janvier 2011, Hardy a fait ses débuts à la New Japan Pro Wrestling (NJPW) à Wrestle Kingdom-V au Tokyo Dome, où il a défendu avec succès le TNA World Heavyweight Championship contre Tetsuya Naitō. Lors de Genesis, il perd son titre contre M.. Anderson. 
Lors de Against All Odds, il bat Anderson dans un Ladder match pour remporter le titre pour la seconde fois. Lors de l' Impact! du 24 février (diffusé le 3 mars, il perd le titre face à Sting Lors de Victory Road, il perd contre Sting et ne remporte pas le TNA World Heavyweight Championship.
Jeff Hardy est suspendu après le désastre du match de Victory Road ou il fut jugé "incapable de catcher", probablement sous l'influence de drogues.

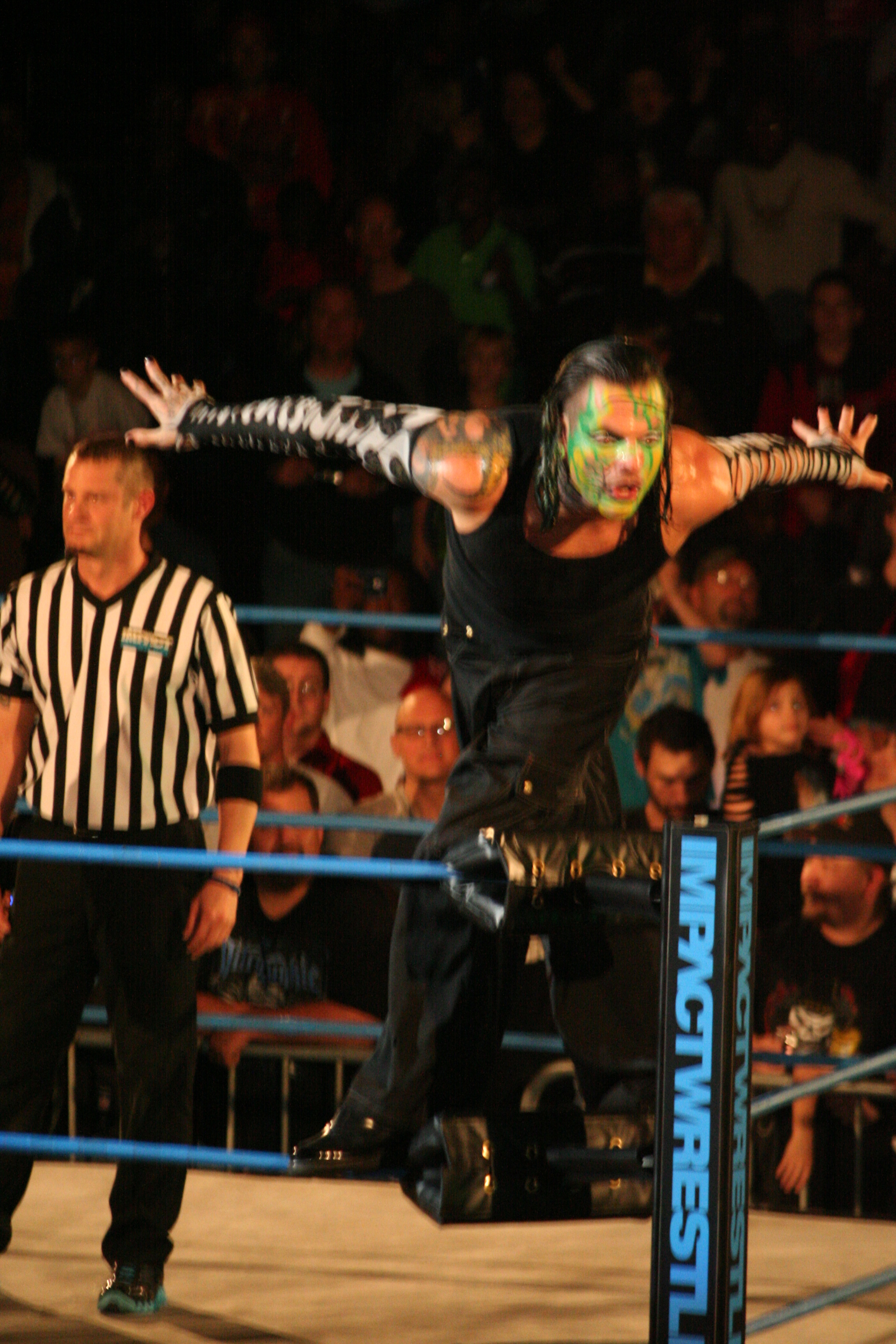
Jeff Hardy en 2012

Jeff Hardy fait son retour à Impact Wrestling le 8 septembre. Il annonce ses excuses pour avoir laissé tombé ses fans, ses amis et ses collègues. Il parle de son match à Victory Road et demande une nouvelle chance aux fans puis s'en va. Le même soir, à la cour supérieure du comté de Moore en Caroline du Nord, s'est déroulée l'audience concernant son arrestation pour drogue en 2009. Jeff Hardy a été condamné à 10 jours de prison et une amende de 100 000 $, mais un accord lui permettra de rester hors de prison. Il a également accepté une cure de désintoxication, aussi, Jeff Hardy pourra continuer à travailler à la TNA.
Jeff apparaît à Bound for Glory et avec son nouveau thème d'entrée "Resurrected", composée par lui-même et Dale Oliver. Il affronte Jeff Jarrett qu'il domina et entame une rivalité avec ce dernier. Lors de Turning Point, Hardy bat Jeff Jarrett trois fois de suite. La rivalité se terminera à Final Resolution dans un match en cage, où Hardy bat Jarrett et gagne le droit à un match de championnat pour le Championnat du Monde Poids Lourds.
Il obtient son match de championnat en début d'année 2012 à Genesis, mais bat Bobby Roode par disqualification et ne remporte donc pas le titre. À Against All Odds, il affronte Bobby Roode, Bully Ray et James Storm dans Fatal Four Way Match pour le titre mais perd le match au profit de Bobby Roode à la suite d'un coup de ceinture involontaire de Sting sur lui. À Victory Road, il perd face à Kurt Angle. Ils s'affrontent à nouveau à Lockdown dans un match en cage, remporté par Hardy. À  Slammiversary, il perd face à Anderson dans un match qui comprenait également Rob Van Dam.
Lors de Hardcore Justice, il perd contre Bully Ray dans un Table Match qui comprenait aussi Robbie E et James Storm. Lors de No Surrender, il bat Samoa Joe lors de la première partie de la soirée, puis Bully Ray lors de la finale des Bound for Glory Series malgré une blessure au bras à la suite d'une bagarre générale TNA/Aces & Eights. Jeff obtient alors un match dans le main-event de Bound For Glory pour le Championnat du Monde Poids Lourds face au champion Austin Aries.
Il participe pour la première fois au show Xplosion le 26 septembre et bat Kazarian. Lors de Bound for Glory, il bat Austin Aries et devient pour la troisième fois Champion du Monde Poids Lourds. Hardy change le design du titre, qui ressemble beaucoup au Championnat du Monde Poids Lourds sous l'ère d'Immortal, mais cette fois avec un cuire noir. Lors d'Impact Wrestling le 25 octobre, conserve le titre face à Kurt Angle. Lors de Turning Point, il conserve le titre face à Austin Aries dans un Ladder match. Lors de Final Resolution, il bat Bobby Roode et conserve le titre.

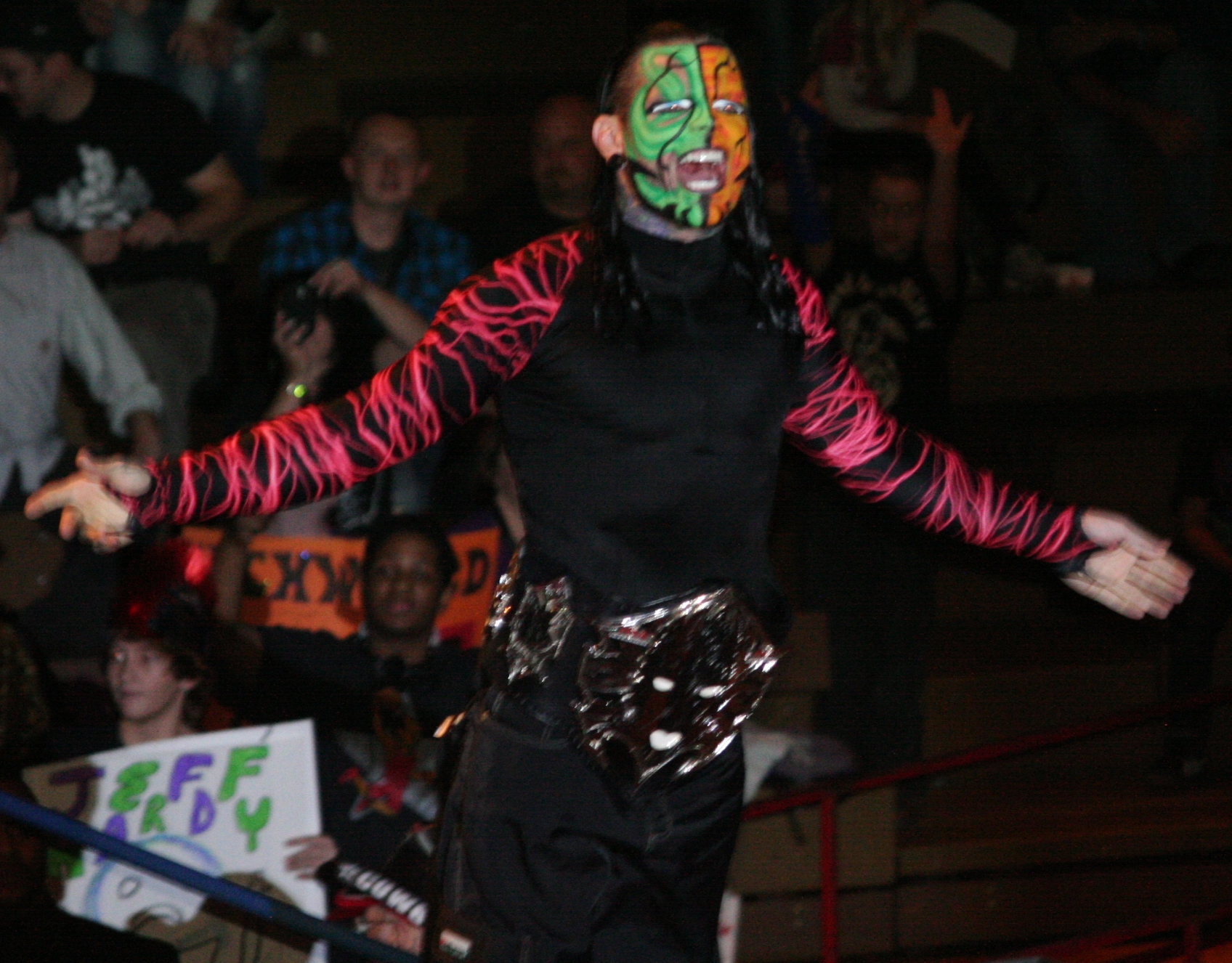
Jeff Hardy en tant que champion du Monde poids lourds de la TNA, avec un design du titre personnalisé

En début d'année 2013, Hardy est élu superstar de l'année 2012 de la TNA. Sa rivalité avec Austin Aries et Bobby Roode se termine à Genesis, lorsqu'il conserve le titre face à Aries et Roode dans un Triple Threat Elimination match.
Il défendra son titre contre Bully Ray à Lockdown.
Lors de Lockdown, il perd son Championnat du monde de la TNA contre Bully Ray dans un Steel Cage Match à cause de l'intervention des Aces & Eights.

#### Repos puis retour en Willow puis en Jeff Hardy (2013-2014)

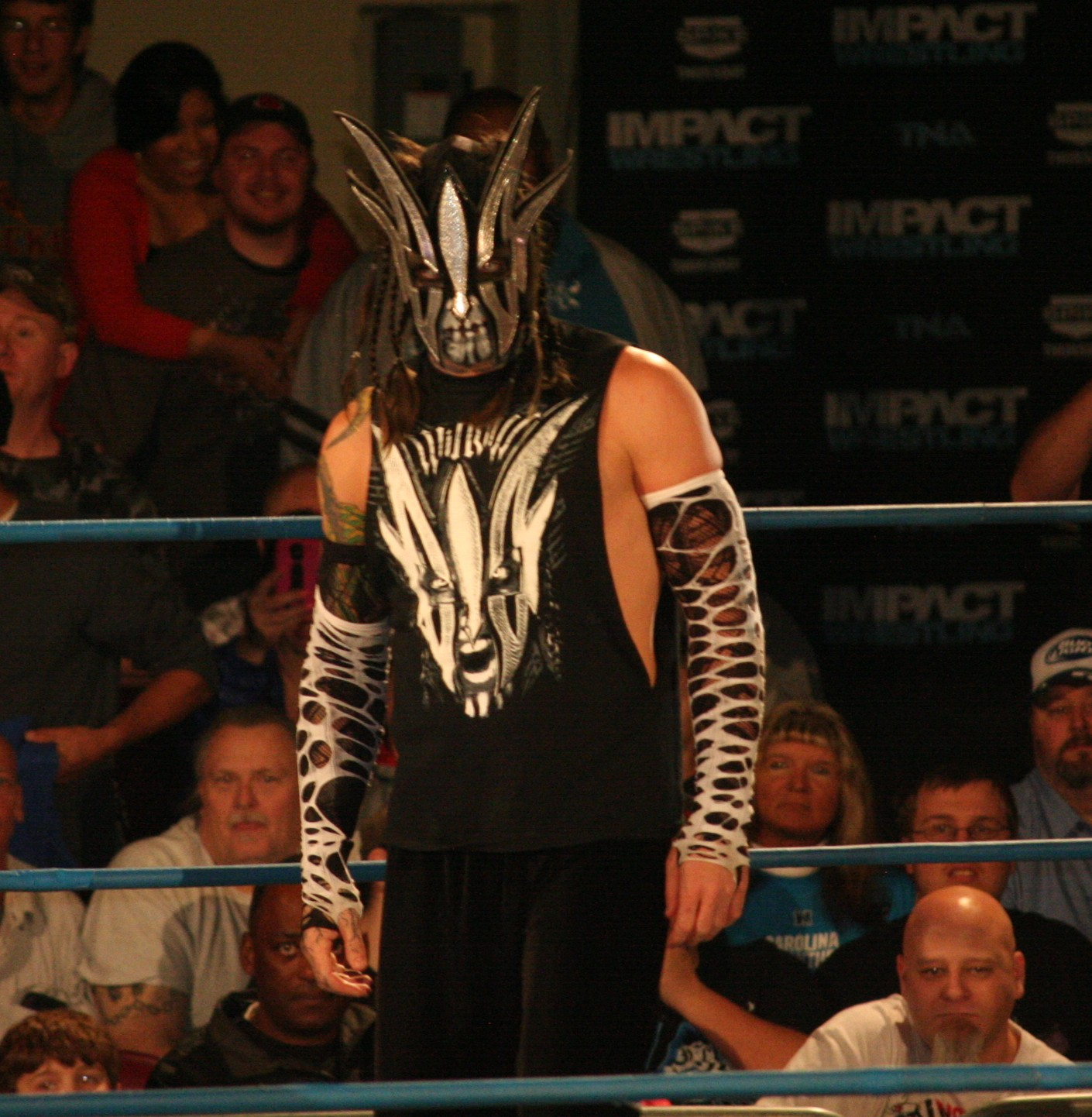
Jeff Hardy en Willow

Il a fait son retour au PPV de la TNA Slammiversary à Boston et a gagné son match par équipe avec Magnus et Samoa Joe contre les Aces & Eight (Garett Bischoff, Wes Brisco & M. Anderson).
Le 5 juillet, se déroule l'édition des One Night Only, Hardcore Justice. Lors de ce show, la Team 3D des Aces & Eight (Bully Ray et Devon) se sont inclinés face à Brother Runt et Jeff Hardy dans un match en table.
La semaine suivante, lors de Hardcore Justice, il affronte dans un match à quatre à l'échelle, AJ Styles, Austin Aries et Kazarian mais perd à cause de l'intervention de Bad Influence. Lors de Bound For Glory 2013 il perd contre Chris Sabin dans un Ultimate X-Match qui comprenait aussi Samoa Joe, Austin Aries, & Manik et ne remporte pas le TNA X Division Championship.
Lors de l'Impact Spécial Final Resolution 2013, il perd en finale d'un tournoi contre Magnus et ne remporte pas le TNA World Heavyweight Championship à la suite d'une intervention de Rockstar Spud.
Lors de Lockdown, il fait son retour dans l'équipe de MVP et ensemble, ils remportent le match.

#### Retour des Hardys (2014-2015)
Le 26 juin, lors de Destination X (2014), il fait équipe avec son frère Matt Hardy et perdent face à The Wolves (Eddie Edwards & Davey Richards) et ne remportent pas les titres par équipe de la TNA.
Lors de lockdown (2015), il bat Abyss dans un Monster's Ball steel cage match. Plus tard dans la soirée, il fait équipe avec Matt Hardy et ils perdent contre The Revolution dans un steel cage match tag team match.
Le 17 avril 2015, Matt et Jeff Hardy battent The Revulotion pour participer au Ultimate X tag Team championship. Les Hardys remportent ce match et deviennent pour la première fois de leur carrière les champions par équipe de la TNA.
Sur Twitter, la présidente de la TNA, Dixie Carter annonce que Jeff Hardy s'est gravement blessé lors d'un accident de moto cross. Lors de l'Impact Wrestling du 8 mai, Jeff Hardy est absent mais son frère présent annonce que les titres par équipes sont laissés vacants.

#### Retour de blessure et départ (2016-2017)
Il fait son retour le 6 janvier 2016.
Lors de Bound for Glory, lui et "Broken" Matt Hardy battent The Decay (Abyss et Crazzy Steve) dans un Extreme Rules Match intitulé The Great War et deviennent pour la deuxième fois TNA World Tag Team Champions.
Le 28 février 2017, Matt Hardy annonce sur Twitter que lui et son frère ne prolongent pas à la TNA et doivent rendre leurs TNA World Tag Team Championship vacants.

### Ring Of Honor (2017)
Lors de Manhattan Mayhem VI, ils battent The Young Bucks et remportent les ROH World Tag Team Championship. Lors de ROH 15th Anniversary Show, ils conservent leurs titres contre The Young Bucks et Roppongi Vice (Baretta et Rocky Romero) dans un Las Vegas Street Fight Match,. Lors de Supercard of Honor XI, ils perdent les titres contre The Young Bucks (Matt et Nick Jackson) dans un Ladder match.

### Retour à la World Wrestling Entertainement (2017-2021)

#### Retour des Hardy Boyz, champion par équipe deRawet blessure (2017)

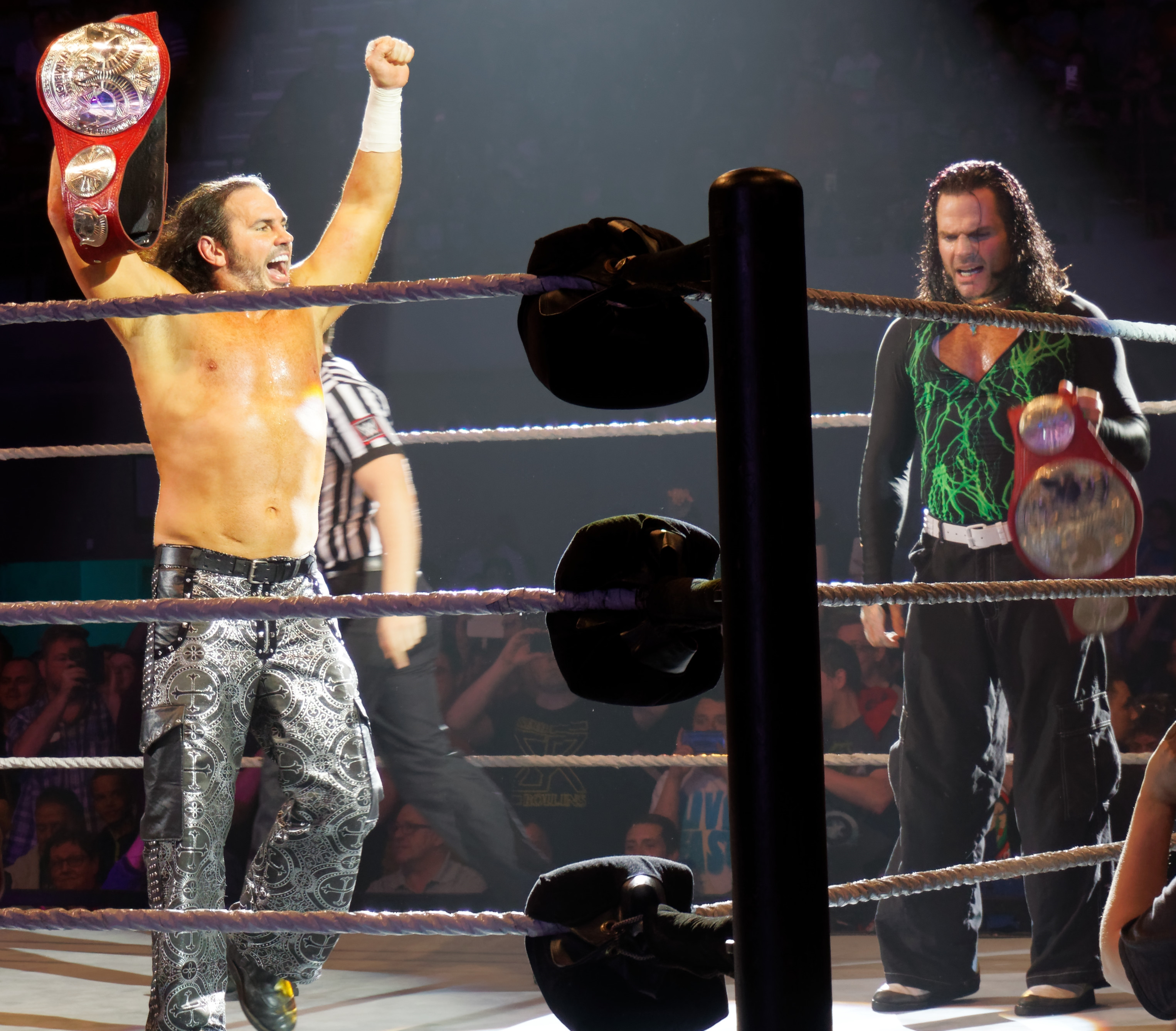
The Hardy Boyz en tant que WWE Raw Tag Team Champions en 2017.

Le 2 avril 2017 à WrestleMania 33, les Hardy Boyz font leur retour à la World Wrestling Entertainment, après 7 ans de séparation. Ils deviennent les nouveaux champions par équipe de Raw en battant les Good Brothers, The Bar, Big Cass et Enzo Amore dans un Fatal 4-Way Ladder Tag Team Match. Le 30 avril à Payback, ils conservent leurs titres en battant The Bar. Après le combat, leurs adversaires effectuent un Heel Turn en les attaquant. Le 4 juin à Extreme Rules, ils perdent face au duo européen dans un Steel Cage Match, ne conservant pas leurs titres.
Le 9 juillet à Great Balls of Fire, ils ne remportent pas les titres par équipe de Raw, battus par The Bar dans un 30-Minute Iron Man Match. Le 20 août lors du pré-show à SummerSlam, Jason Jordan et eux perdent face au Miz et le Miztourage (Bo Dallas et Curtis Axel) dans un 6-Man Tag Team Match. Le 25 septembre, il souffre d'une déchirure de la coiffe du rotateur de l'épaule, devant s'absenter pendant plusieurs mois.
Lors du 25e anniversaire de Raw le 22 janvier 2018, il fait une apparition lors d'une partie de poker entre plusieurs superstars et légendes de la WWE.
Le 19 mars à Raw, il apparaît lors de l'Ultimate Deletion entre Bray Wyatt et Matt Hardy avec le gimmick de Brother Nero.

#### Retour en solo et champion des États-Unis de la WWE (2018)
Le 16 avril à Raw, il devient le nouveau champion des États-Unis de la WWE en battant Jinder Mahal, remportant le titre pour la première fois de sa carrière et devenant ainsi Grand Slam Champion. Le lendemain à SmackDown Live, lors du Superstar Shake-Up, il est transféré au show bleu et bat Shelton Benjamin. Le 27 avril au Greatest Royal Rumble, il conserve son titre en battant Jinder Mahal. Le 6 mai à Backlash, il conserve son titre en battant Randy Orton.
Le 15 juillet à Extreme Rules, il perd face à Shinsuke Nakamura en quelques secondes après avoir reçu un Low-Blow avant le match, ne conservant pas son titre. Après le match, il se fait attaquer par Randy Orton, qui lui porta aussi un Low Blow. Le 19 août à SummerSlam, il ne remporte pas le titre des États-Unis de la WWE, battu une nouvelle fois par le Japonais.
Le 28 août à SmackDown Live, il défie Randy Orton dans un Hell in a Cell Match à Hell In a Cell. Le 16 septembre au pay-per-view, il perd face à Randy Orton dans son premier Hell in a Cell Match.
Le 9 octobre à SmackDown Live, il bat Samoa Joe, se qualifiant pour la Coupe du monde la WWE à Crown Jewel. Le 2 novembre au pay-per-view, il perd, lors du premier tour de la Coupe du Monde de la WWE, face au Miz.
Le 18 novembre aux Survivor Series, la team SmackDown (Samoa Joe, Shane McMahon, Rey Mysterio, The Miz et lui) perd face à la team Raw (Dolph Ziggler, Drew McIntyre, Bobby Lashley, Braun Strowman et Finn Bálor) dans un 5-on-5 Traditional Men's Survivor Series Elimination Match.

#### Champion par équipe deSmackDown, blessure et retour (2019-2020)
Le 12 février à SmackDown Live, il perd un Gauntlet Match face à Kofi Kingston, ne lui permettant pas d'entrer en dernière position dans l'Elimination Chamber Match pour le titre de la WWE à Elimination Chamber. Le 17 février au pay-per-view, il ne remporte pas le titre de la WWE, battu par "The New" Daniel Bryan dans un Elimination Chamber Match, qui inclut également AJ Styles, Kofi Kingston, Randy Orton et Samoa Joe. Le 26 février à SmackDown Live, Matt Hardy fait son retour à ses côtés, reformant les Hardy Boyz. Ils battent ensuite The Bar.
Le 9 avril à SmackDown Live, ils deviennent les nouveaux champions par équipe de SmackDown en battant les Usos. Il devient le deuxième à avoir remporté tous les titres par équipes créés à la WWE, après Kofi Kingston. Après le match, ils se font attaquer par Lars Sullivan. Le 30 avril à SmackDown Live, à la suite de sa blessure, Matt Hardy et lui sont contraints de rendre les titres par équipe de SmackDown, étant blessé et devant s'absenter pendant plusieurs mois.
Le 13 mars 2020 à SmackDown, il fait son retour en battant King Corbin.
Le 14 juin à Backlash, il perd face à Sheamus.

#### Quintuple champion Intercontinental de la WWE (2020)
Le 21 août à SmackDown, il redevient champion Intercontinental de la WWE en battant AJ Styles, remportant le titre pour la cinquième fois. Le 18 septembre à SmackDown, il attaque Sami Zayn et AJ Styles après leur combat, puis les défie dans un Triple Threat Ladder Match pour le titre Intercontinental de la WWE à Clash of Champions. Le 27 septembre au pay-per-view, il perd un Triple Threat Ladder Match face à Sami Zayn, qui inclut également AJ Styles, ne conservant pas son titre.

#### Draft àRaw(2020-2021)
Le 12 octobre à Raw, lors du Draft, il est annoncé être transféré au show rouge par Stephanie McMahon. Plus tard dans la soirée, il perd un Triple Threat Match face à AJ Styles, qui inclut également Seth Rollins. Le 25 octobre à Hell in a Cell, il perd face à Elias par disqualification, après avoir attaqué son adversaire avec sa propre guitare. Le 22 novembre lors du pré-show aux Survivor Series, il ne remporte pas la Dual Brant Battle Royal, battu par le Miz.
Le 31 janvier au Royal Rumble, il entre dans le Royal Rumble masculin en 5e position, mais se fait éliminer par Dolph Ziggler. Le 21 février à Elimination Chamber, il ne remporte pas le titre de la WWE, battu par Drew McIntyre dans un Elimination Chamber Match, qui inclut également AJ Styles, Kofi Kingston, Randy Orton et Sheamus.
Le 13 avril, son frère aîné, Matt Hardy, annonce le décès de leur père, Gilbert, ce qui explique son absence. Le 10 mai à Raw, il fait son retour, mais perd face à Jinder Mahal, également de retour après 11 mois d'absence.
Le 26 septembre à Extreme Rules, il ne remporte pas le titre États-Unis de la WWE, battu par Damian Priest dans un Triple Threat Match, qui inclut également Sheamus.

#### Retour àSmackDownet départ (2021)
Le 1er octobre à SmackDown, lors du Draft, il est annoncé être officiellement transféré au show bleu par Sonya Deville. Le 21 novembre aux Survivor Series, l'équipe SmackDown (Drew McIntyre, Happy Corbin, King Woods, Sheamus et lui) perd face à celle de Raw (Seth Rollins, Austin Theory, Bobby Lashley, Finn Bálor et Kevin Owens) dans un 5-on-5 Traditional Survivor Series Man's Elimination Match.
Le 9 mars, il est libéré de son contrat par la WWE.[réf. nécessaire]

### All Elite Wrestling (2022-2024)

#### Retour des Hardys et suspension (2022-2023)
Le 9 mars 2022 à Dynamite, il fait ses débuts à la All Elite Wrestling en venant en aide à son frère aîné Matt Hardy, attaqué par le clan AFO, soutenu par Darby Allin et Sting et reformant les Hardys avec le premier, après 3 ans de séparation. Le jour même, il signe officiellement avec la compagnie. La semaine suivante à Dynamite : Saint Patrick's Slam, ils disputent leur premier match ensemble, au sein de la fédération, en battant Private Party.
Le 29 mai à Double or Nothing, ils battent les Young Bucks. Le 14 juin, il est suspendu sans salaire par la compagnie, car arrêté et incarcéré par la police pour conduite en état d'ivresse, qui l'oriente vers une cure de désintoxication.

#### Retour de suspension (2023-2024)
Le 12 avril 2023 à Dynamite, il effectue son retour de suspension, après 10 mois d'absence, et vient en aide à son frère aîné Matt Hardy et Isaiah Kassidy, attaqués par le trio de la Firm (Ethan Page, Big Bill et Lee Moriarty). Le 28 mai lors du pré-show à Double or Nothing, HOOK et eux battent Ethan Page et les Gunns (Austin et Colten Gunn) dans un Trios match, ce qui permet à Matt de prendre le contrôle du contrat de son premier adversaire.

## Palmarès
- House of Glory

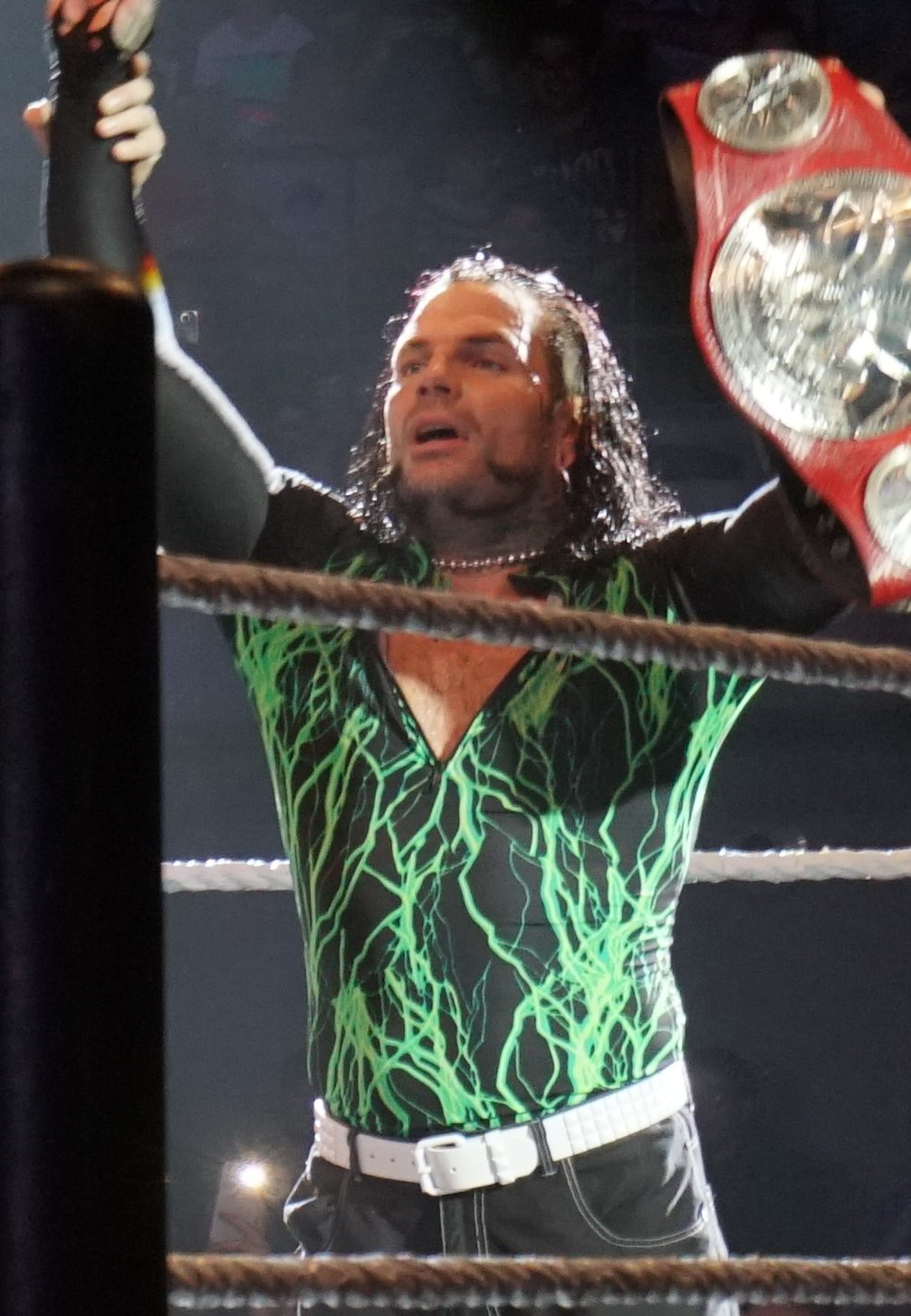
Jeff Hardy avec le WWE Raw Tag Team Championship en 2017.

  - 1 fois HOG Tag Team Champion avec Matt Hardy[97]
- National Championship Wrestling
  - 2 fois Champion poids mi-lourds de la NCW[3]
- New Dimension Wrestling
  - 1 fois Champion poids mi-lourds de la NDW[98]
- New Frontier Wrestling Association
  - 1 fois Champion poids lourds de la NFWA[98]
- North East Wrestling
  - 1 fois Champion junior poids lourds de la NEW
- NWA 2000
  - 1 fois Champion par équipe de la NWA avec Matt Hardy
- Organization of Modern Extreme Grappling Arts
  - 1 fois Champion poids-lourd de la OMEGA
  - 2 fois Champion par équipe de la OMEGA avec Matt Hardy [99]
  - 1 fois OMEGA New Frontiers Champion
- Ring of Honor
  - 1 fois Champion du monde par équipe de la ROH avec Matt Hardy[100]
- Total Nonstop Action Wrestling
  - 3 fois Champion du monde poids-lourds de la TNA
  - 3 fois Champion du monde par équipe de la TNA avec Matt Hardy (actuel)
  - Vainqueur des Bound for Glory Series en 2012
  - Superstars de l'année en 2012
  - TNA World Cup (2015) avec Crazzy Steve, Davey Richards, Gail Kim, Gunner et Rockstar Spud
  - TNA World Cup (2016) avec Eddie Edwards, Jade, Jessie Godderz et Robbie E
  - Race for the Case (2017 – Green Case)
- Universal Wrestling Association
  - 1 fois Champion du monde poids-moyens de la UWA[1]
- World Wrestling Federation/Entertainment[101]
  - 1 fois Champion de la WWE[102]
  - 2 fois Champion du monde poids-lourds de la WWE[103],[104]
  - 5 fois Champion Intercontinental de la WWF/WWE [105],[106],[107],[108]
  - 1 fois Champion des États-Unis de la WWE
  - 1 fois Champion Européen de la WWE
  - 3 fois Champion Hardcore de la WWE
  - 1 fois Champion des Poids Mi-Lourds de la WWF
  - 6 fois Champion du monde par équipe de la WWE[109] avec Matt Hardy
  - 1 fois Champion du monde par équipe de la WCW[110] avec Matt Hardy
  - 1 fois Champion par équipe de Raw avec Matt Hardy
  - 1 fois Champion par équipe de SmackDown avec Matt Hardy
  - 18e Triple Crown Champion
  - 9e Grand Slam Champion
  - 12e Grand Slam Champion (version 2015)
  - Slammy Award du moment extrême de l'année (2008) pour sa Swanton Bomb sur Randy Orton le 14 janvier 2008
  - Slammy Award du moment extrême de l'année (2009) pour sa Swanton Bomb sur CM Punk à SummerSlam 2009

## Récompenses des magazines
- Pro Wrestling Illustrated
  - Équipe de l'année (2000) avec Matt Hardy[111]
  - Match de l'année (2000) avec Matt Hardy contre les Dudley Boyz et Edge et Christian dans un Triangle Ladder match à WrestleMania 2000
  - Match de l'année (2001) avec Matt Hardy contre les Dudley Boyz et Edge et Christian dans un Triple Threat Tables, Ladders and Chairs match à WrestleMania X-Seven[112]
  - Catcheur le plus populaire de l'année (2008 et 2009)
  - Retour de l'année (2007)[113]

| Année | 1998 | 1999 | 2000 | 2001 | 2002 | 2003 | 2004       | 2005 | 2006       | 2007 | 2008 | 2009 | 2010 | 2011 | 2012 | 2013 | 2014 | 2015 | 2016 | 2017 | 2018 | 2019 | 2020       | 2021 | 2022 |
| ----- | ---- | ---- | ---- | ---- | ---- | ---- | ---------- | ---- | ---------- | ---- | ---- | ---- | ---- | ---- | ---- | ---- | ---- | ---- | ---- | ---- | ---- | ---- | ---------- | ---- | ---- |
| Rang  | 239  | 76   | 30   | 17   | 32   | 64   | Non classé | 58   | Non classé | 29   | 18   | 13   | 20   | 16   | 21   | 7    | 29   | 47   | 67   | 51   | 53   | 60   | Non classé | 105  | 160  |

- Wrestling Observer Newsletter
  - Meilleur voltigeur (2000)[115]
  - Storyline la plus énervante (2008) pour son faux accident dans un hôtel[116]
  - Rivalité de l'année (2009) contre CM Punk
  - Équipe de l'année (2007) avec Matt Hardy

## Autres médias

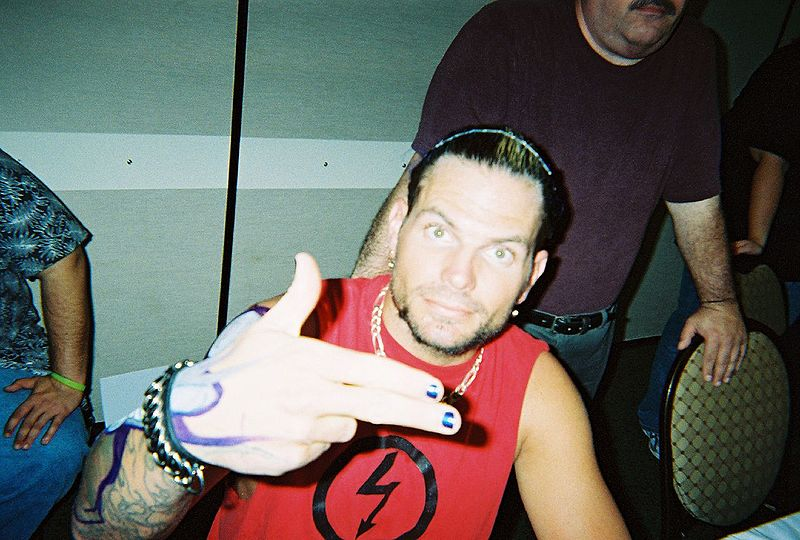
Jeff Hardy lors d'une séance d’autographe avec ses fans

Jeff Hardy est apparu avec son frère dans l'épisode du 7 février 1999 de That '70s Show. On les a aussi vus dans Tough Enough en 2001 et Fear Factor (en) en 2008 avec d'autres lutteurs de la WWE (Jeff Hardy a été éliminé au premier tour).
En 2001 Jeff Hardy, son frère et Lita dans le numéro 2001 Sports Hall of Fame du magazine Rolling Stone.
Les frères ont écrit et publié leur autobiographie The Hardy Boyz: Exist 2 Inspire en 2003 avec l'aide de Michael Krugman.
Il est apparu dans de nombreux DVD de la WWE dont The Hardy Boyz: Leap of Faith (2001) et WWE The Ladder Match (2007). Il est aussi le sujet du DVD de la TNA Enigma: The Best of Jeff Hardy (2005) et de Pro Wrestling's Ultimate Insiders: Hardy Boys - From the Backyard to the Big Time (2005). Le 29 avril 2008 la WWE a sorti le DVD Twist of Fate: The Matt and Jeff Hardy Story. En 2010 sort un DVD consacré à sa carrière : Jeff Hardy : My life, My rules. Le 18 octobre est sorti un autre DVD de la TNA, intitulé Enigma 2, et consacré au best of de Jeff depuis son arrivée à la TNA. Jeff apparaît également dans le DVD de la WWE : OMG! : The top 50 incidents in WWE history, sorti le 23 août 2011.
Jeff apparaît dans The Hardy Show, un show internet avec les Hardy, Shannon Moore et leurs amis.
Jeff est aussi apparu dans la saison 2 de Ink Master, le meilleur tatoueur pour se faire tatouer une pieuvre sur le mollet.

## Vie privée
Depuis l'année 1999, il est en couple avec Beth Britt, Ils se sont mariés le 9 mars 2011. Ensemble, ils ont deux filles: Ruby Claire Hardy, née le 19 octobre 2010, et Nera Quinn Hardy, née le 31 décembre 2015.

## Controverses
Le 15 mars 2008, il perd sa maison dans un incendie alors qu'il était absent et son chien, Jack, y périra. Le 17 septembre 2008, il est impliqué dans un incident à l'aéroport international de Nashville, où un employé de l'aéroport a indiqué qu'il semblait ivre et que l'entrée dans l'avion lui avait été refusée.
Le 11 septembre 2009, le site ThePilot.com annonce l'arrestation de Jeff Hardy pour trafic de médicaments non prescrits et possession de stéroïdes anabolisants. La perquisition de son domicile a abouti à la découverte de 262 pilules de Vicodin, 180 comprimés de soma, 555 millilitres de stéroïdes anabolisants, une quantité résiduelle de poudre de cocaïne et des accessoires liés aux drogues.
En mars 2018, il est arrêté pour conduite en état d'ivresse au cours de laquelle il causa 8000$ de dégâts à sa Cadillac et 5000$ de dégâts à la chaussée. Le 11 juin 2018, il plaide coupable de ces infractions. Hardy a été condamné à 120 jours de prison avec sursis, à une amende de 300 $ pour les frais de justice.
En juin 2022, il est de nouveau arrêté par la police pour conduite en état d’ivresse et se fait suspendre par l’AEW. La compagnie lui a également proposée de l'aide pour son traitement.